# Laval-Atger
Laval-Atger är en kommun i departementet Lozère i regionen Occitanien i södra Frankrike. Kommunen ligger i kantonen Grandrieu som tillhör arrondissementet Mende. År 2018 hade Laval-Atger 154 invånare.

## Befolkningsutveckling
Antalet invånare i kommunen Laval-Atger
| Referens: INSEE |